# Field (Ontario)
Field est une petite communauté du district de Nipissing, en Ontario, située dans la municipalité du Nipissing Ouest. La communauté est située sur l'autoroute 64, à environ 20 kilomètres (15 minutes de voiture) au nord de la ville de Sturgeon Falls. Le village a été initialement construit sur l'exploitation forestière, la sylviculture et l'agriculture, mais il est devenu un centre de sports de plein air avec ses activités récréatives comme principale industrie de la communauté. Le village est nommé en l'honneur du politicien canadien Corelli Collard Field.
La région a été le théâtre de nombreuses catastrophes naturelles. Notamment, au printemps 1979, la rivière Sturgeon a débordé de ses rives, provoquant ainsi une inondation massive dans le centre communautaire. De nombreuses maisons ont été démolies lors de la catastrophe et ont été rebâties sur des terrains plus élevés à proximité de leurs emplacements originaux.
Traditionnellement, chaque mois de juillet, le village de Field est le site du festival annuel intitulé River & Sky Music / Camping,.

## Histoire

### Développement
Après le début de l'exploitation forestière dans la région du village de Field vers 1886, de petites populations d'exploitants forestiers se sont déplacées dans la région, construisant ainsi la petite communauté. Une église en rondins a été construite en 1879, et le premier bureau de poste de la ville a été construit peu de temps après. Avec le lancement de la construction du chemin de fer de la communauté en 1912, le village deviendra plus accessible, le premier train arrivant à Field en 1915. Cependant, en 1995, la Compagnie des chemins de fer nationaux du Canada a désactivé toutes les lignes de la région, abandonnant ainsi le chemin de fer.

### Catastrophes naturelles

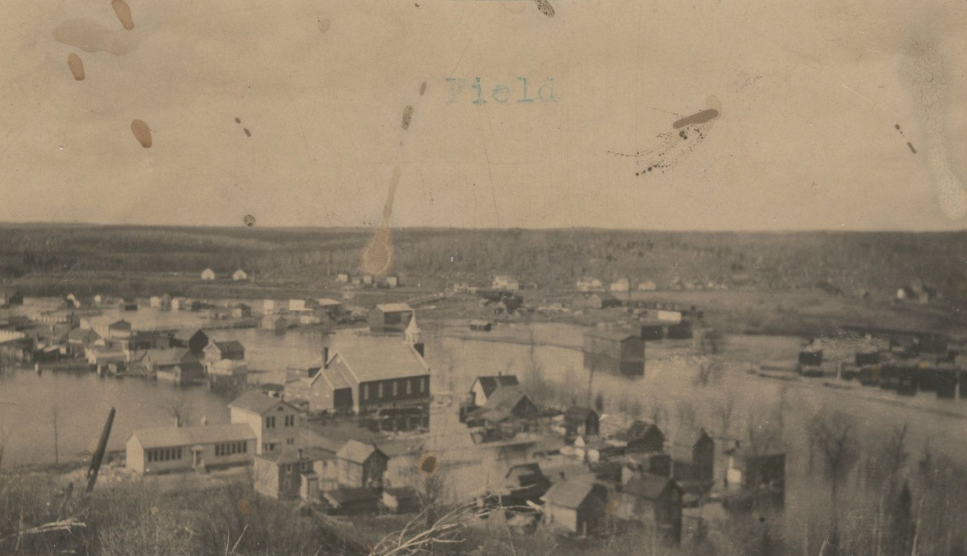
Champ photographié en 1928 après sa première inondation connue.

La première catastrophe naturelle connue se déroulant dans le village de Field s'est produite en 1928 lorsqu'une inondation majeure a endommagé le village. Les inondations se poursuivront dans les années 1950.
À l’été 1970, une tornade, connue aujourd'hui comme la tornade de Sudbury, a blessé plusieurs résidents et en a tué un. Plus de 500 000 $ CA ont été dépensés pour réparer le village.
En 1979, la rivière Sturgeon est montée de six mètres et a inondé la majeure partie du village. Certaines nuits, le niveau de la rivière montait jusqu’à 30 centimètres par heure. Plusieurs centaines d'habitants ont été contraints de déménager dans l'école primaire aujourd'hui désaffectée de la communauté, où des bénévoles préparaient les repas. Aux frais du gouvernement provincial de l'Ontario, de nombreuses maisons situées en contrebas ont été relocalisées vers des terrains plus élevés dans le quartier Val des Arbes de la communauté, avec compensation pour la perte de leurs biens. La majorité des habitants de Field vivent encore aujourd'hui à Val des Arbes. À la suite de l’inondation, de nombreuses personnes ont quitté définitivement la communauté et la majorité des entreprises n’ont pas rouvert. Aujourd’hui, on estime que la population représente moins de la moitié de ce qu’elle était avant l’inondation de 1979.

## Politiques
Présentement le village de Field est sous la municipalité de Nipissing Ouest et est représenté sous le quartier 5 avec les régions de Springer, Pedley, Beaucage, Grant, Fell et Bastedo. La dernière élection municipale s'est déroulée en 2022 et la conseillère Kaitlynn Nicol fut élue gagnante contre Christopher Fisher, le conseiller sortant.
| Nom des candidats   | Total | %      |
| ------------------- | ----- | ------ |
| Kaitlynn NICOL      | 234   | 45%    |
| Christopher FISHER  | 222   | 42.69% |
| Sue DESGROSEILLIERS | 64    | 12.31% |

Concernant la politique provinciale, la municipalité du Nipissing Ouest fait partie de la circonscription de Timiskaming-Cochrane représentée présentement par le député néo-démocrate John Vanthof élu aux élections provinciales de 2025. Au fédéral, la municipalité du Nipissing Ouest est dans la circonscription de Sudbury - Est - Manitoulin - Nickel Belt représentée depuis 2025 par le député libéral Marc Serré.